# صفحه اوکیناوا
صفحه اوکیناوا (انگلیسی: Okinawa Plate) یک صفحه زمین‌ساختی فرعی در نیم‌کره شمالی و شرقی است که از انتهای شمالی تایوان تا رأس جنوبی جزیره کیوشو کشیده شده است. این صفحه به سمت شرق در امتداد درازگودال ریوکیو و صفحه اقیانوس آرام قرار دارد. صفحه اوکیناوا توسط کافتی که ناوه اوکیناوا را پدیدآورده از صفحه یانگتسه (که گاهی بخشی از صفحه اوراسیا در نظر گرفته می‌شود) جدا می‌شود.